# Ski sur sable

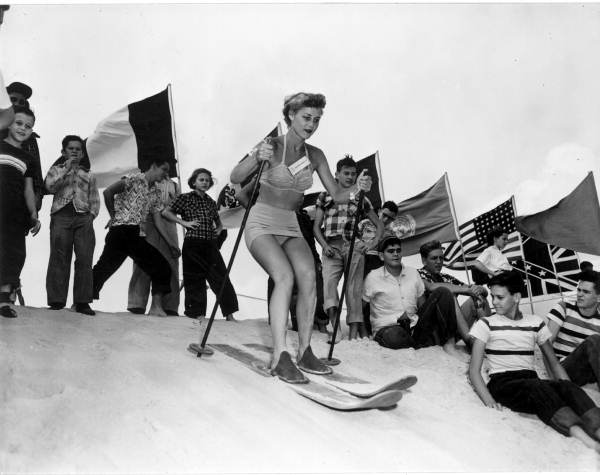
Ski sur sable à Fort Meade (Floride).

Le ski sur sable est un sport de glisse qui se pratique avec des patins longs et étroits identiques à ceux utilisés pour le ski sur neige et également appelés skis, fixés aux pieds.

## Lieux de pratique
Ce type de ski est pratiqué surtout par les touristes en visite au Sahara. Il est en croissance continue dans le monde, mais est plus fréquemment pratiqué dans les zones désertiques comme la Namibie, les États-Unis, les Émirats arabes unis et l’Algérie. 
En Namibie, ce sport est pratiqué sur les plus hautes dunes du monde à Sossusvlei, entre Swakopmund et Walvis Bay. Cette zone étant située dans un parc national, les skieurs n'y peuvent avoir accès qu'avec une autorisation spéciale.

## Record
Le record de vitesse du ski sur sable a été mis en place dans le Livre Guinness des records par Henrik May en Namibie le 31 mai 2010 avec 92,12 km/h,,.

## Surf sur sable

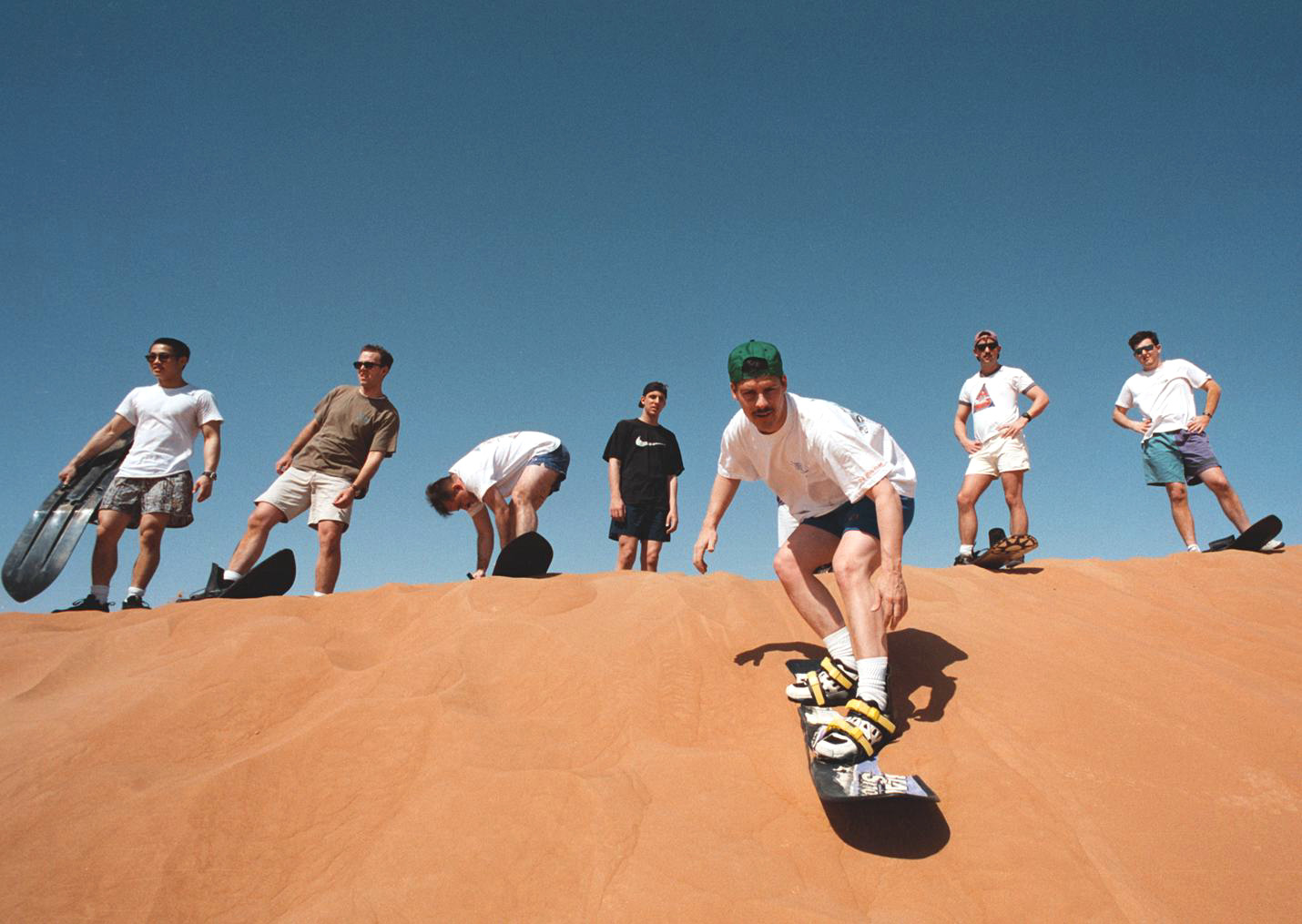
Surf sur sable